# Alfredinho
Alfredinho, właśc. Alfredo Silva (ur. 5 maja 1896 w São Paulo, zm. ?) – piłkarz brazylijski  ofensywny grający na pozycji pomocnika.
W latach 1919–1920 grał w klubie Americano São Paulo. W 1920 roku został graczem klubu Botafogo FR.
Jako piłkarz klubu Botafogo wziął udział w turnieju Copa América 1921, gdzie Brazylia została wicemistrzem Ameryki Południowej. Alfredinho zagrał we wszystkich trzech meczach – z Argentyną, Paragwajem i Urugwajem. Były to jedyne jego występy w barwach reprezentacyjnych.
Wciąż jako gracz Botafogo był w kadrze reprezentacji podczas turnieju Copa América 1922, gdzie Brazylia zdobyła mistrzostwo Ameryki Południowej. Alfredinho nie zagrał w żadnym meczu.
W 1924 roku Alfredinho przeszedł z Botafogo do klubu Odeon Rio de Janeiro, w którym grał do końca swojej kariery piłkarskiej w 1930 roku.